# 순간이동

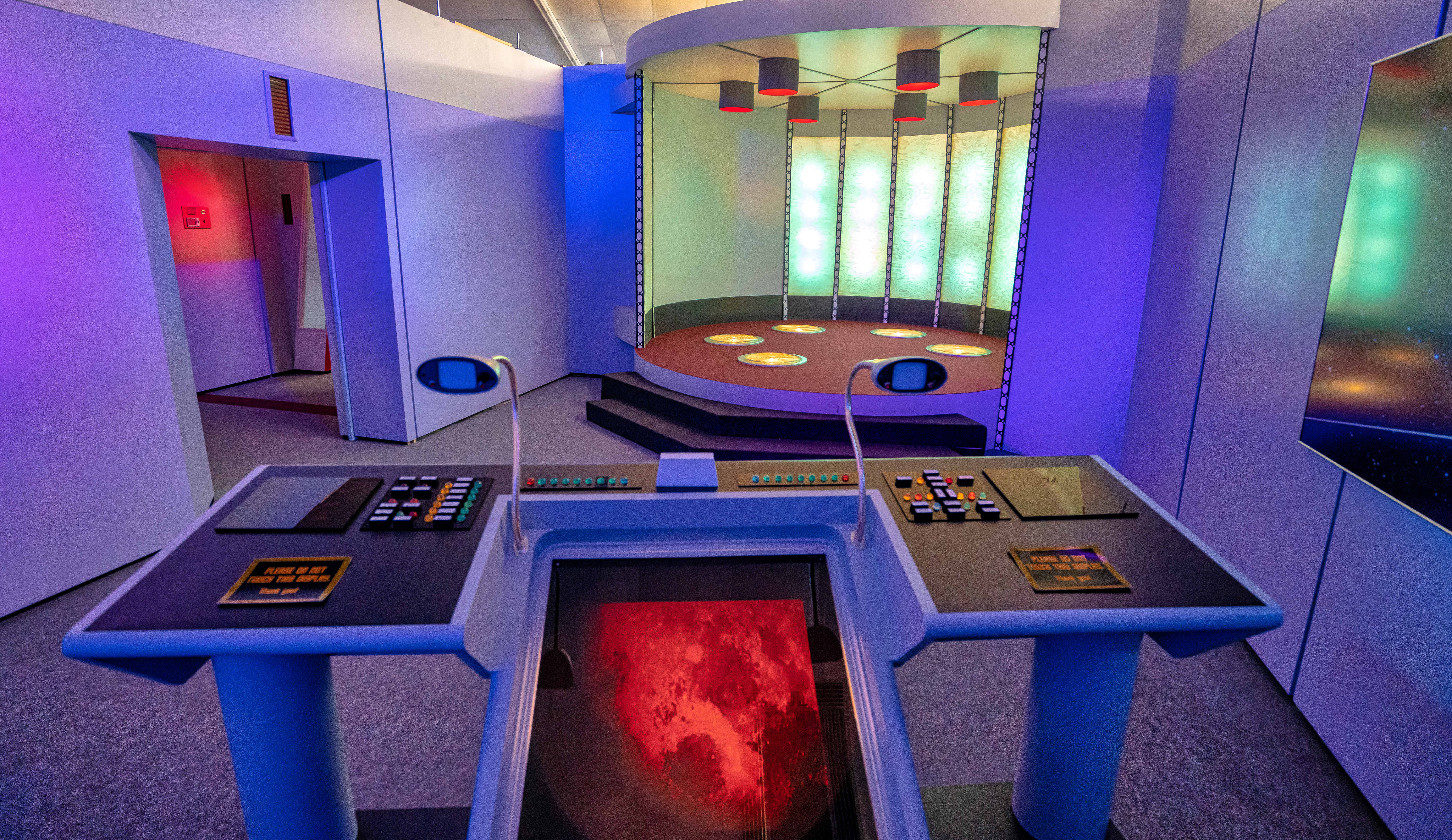
트랜스포터 룸, 스타 트렉 오리지널 시리즈 세트 투어

순간이동(瞬間移動, 영어: teleportation)은 순식간에 한 공간에서 다른 공간으로 이동하는 과학적 기술로, 대개 아주 멀리 있는 곳으로 이동할 때 쓰인다. 주로 게임이나  판타지 소설, SF 영화에 많이 등장한다.

## 같이 보기
- 초공간 (공상과학)
- 초공간 도약(hyperspace jump)
- 워프 항법(워프 드라이브)
- 초광속(FTL)
- 축지법
- 이온 드라이브(이온엔진)
- EmDrive
- 타키온
- 암흑물질
- 별난 물질(기묘 물질)